# Qaraqurdlu
Qaraqurdlu è un comune dell'Azerbaigian situato nel distretto di Xaçmaz. Conta una popolazione di 3 032 abitanti.